# ويسلي س. سالمون
ويسلي س. سالمون (بالإنجليزية: Wesley C. Salmon)‏ هو فيلسوف وأستاذ جامعي أمريكي، ولد في 1925، وتوفي في 22 أبريل 2001.

## وصلات خارجية
- ويسلي س. سالمون على موقع الموسوعة البريطانية (الإنجليزية)